# David Branch
David C. Branch (født 26. september 1981 i New York) er en amerikansk MMA-uddøver som i 2010–2011 og siden 2017 har konkurreret i organisationen Ultimate Fighting Championship (UFC). Han har i UFC-regi bemærkelsesværdige sejre over kæmpere som Krzysztof Jotko og Thiago Santos mens har tabt til Luke Rockhold, Jared Cannonier og Jack Hermansson.
Han har været professionel MMA-kæmper siden 2007 og har tidligere konkurreret i World Series of Fighting, Bellator, Shark Fights og Titan FC.

## Privatliv
Branch er bror til de professionelle boksere, Sechew Powell og Jamelle Hamilton.

## Mesterskaber og hæder
- Ultimate Fighting Championship
  - Performance of the Night (1 gang) vs. Thiago Santos